# Талалихино (Саратовская область)
Талалихино — село в Вольском районе Саратовской области,  административный центр Талалихинского муниципального образования.

## География
Находится на правом берегу речки Терсянка расстоянии примерно  13 километров по прямой на восток-северо-восток от восточной окраины города Вольск. 

## История
Село было основано в период коллективизации в 1930 году как плодоовощной комбинат.   В 1938 году организован совхоз «Большевик» № 5. В 1965 году совхоз №5 был переименован в село Талалихино, в честь Виктора Васильевича Талалихина, уроженца соседнего села Тепловка.

## Население
Население составляло 461 человек в 2002 году (82% русские),  348 в 2010.

## Инфраструктура
Имеется  основная школа,  дом культуры, фельдшерско-акушерский пункт, магазин и детсад[1].